# CSS Georgia (рейдер)

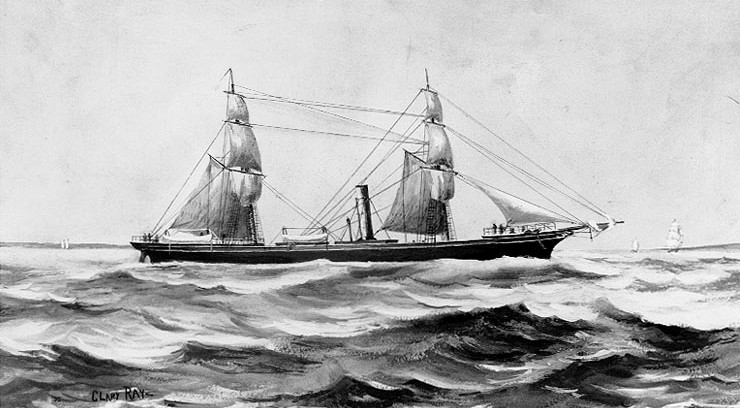
Рейдер Конфедерації "Джорджія"

CSS Georgia була гвинтовим пароплавом військово-морського флоту Конфедерації. Корабель придбано у 1863 році і захопленого флотом Союзу в 1864 році. 

## Будівництво
Корабель був побудований в 1862 році як швидкохідне торгове судно "Японія".  Він мав круглу корму та металевий корпус. Через це пароплав був непридатний для далеких походів без періодичного очищення у сухому доці.  Командер Джеймс Данвуді Буллох,  ключовий агент із закупівель Конфедерації за кордоном, не бажав купувати корабель з металевим дном, але командер Метью Фонтен Маурі все ж придбав  "Японію", оскільки корабельна деревина (яку можна було захистити  від обростання корпусу листами міді) витіснялась на верфях Великої Британії металом, тому вони неохоче укладали контракти на будівництво нових дерев'яних кораблів. 

## Історія служби
Уряд Конфедерації придбав корабель у Дамбартоні, Шотландія, у березні 1863 року.  1 квітня він вийшов з Грінока, нібито прямуючи до Ост-Індії. У морі корабель зустрівся з пароплавом "Алар" з Уессану, і взяв на борт озброєння, боєприпаси та інші запаси.  9 квітня 1863 р. на "Джорджії" був піднятий прапор Конфедерації і вона була формально включена до складу її флоту під командуванням Вільяма Льюїса Маурі. Завданням корабля була атака суден Сполучених Штатів, де б вони не знаходились. 
  Після заходів у Баїю та на Тринідад, "Джорджія" повторно перетнула  Атлантику до Симонської бухти, Капська колонія, куди прибула 16 серпня.  Корабель курсував поблизу Санта-Крус, Тенеріфе на Канарських островах, а звідти до Шербуру, прибувши туди 28 жовтня.  Під час цього короткого походу корабель захопив дев'ять суден. 
Поки корабель перебував на ремонті в Шербурзі наприкінці січня 1864 року, було вирішено передати його озброєння CSS Rappahannock.  Передача так і не була здійснена, і "Джорджія" перейшла на стоянку в трьох милях нижче Бордо.  2 травня 1864 року вона була доставлена в Ліверпуль і продана 1 червня торговцям цього міста через протест Чарльза Френсіса Адамса старшого, посла Сполучених Штатів у Великій Британії.  Пароплав знову вийшов у море 11 серпня, а через чотири дні був захоплена фрегатом USS Niagara поблизу Португалії. Корабель відправили до Бостона, де його визнали законним призом Сполучених Штатів і продали. 
Він був зареєстрований як американське торгове судно SS Georgia в Нью-Бедфорді ( Массачусетс) 5 серпня 1865 року.  Вона була перереєстрована в Канаді в 1870 році і зазнав катастрофи на узбережжі штату Мен в січні 1875 року.